# Богдан Сироїд
Богдан Сироїд (13 квітня 1995) — іспанський композитор українського походження та доцент кафедри музичної педагогіки в Саламанському університеті.

## Кар'єра
Народився у Львові (Україна) у 1995 році, у віці шести років почав вчити фортепіано по приватних уроках. У віці семи років він переїхав в Іспанію, де продовжив навчання фортепіано в початкові консерваторії музики Пабло Руїс Пікассо і в професійні консерваторії музики Гонсало Мартін Тенджадо. У чотирнадцять років він був наймолодшим студентом, який вступив на диплом бакалаври музичної композиції у Вищу музичну консерваторію Малаги, де навчався з такими вчителями як Хесус Ортіс та Діана Перес Кустодіо. У 2012 році брав участь як піаніст в постановці опери « Сестра Анджеліка » в театрі Ечегарай у Малазі. У лютому 2014-го року він отримав ступінь бакалавра музичної композиції з відзнакою, отримавши нагороду Музичного фонду Малаги за найкращі оцінки диплому. Він отримав замовлення від Музичного фонду Малаги на фортепіанний концерт під назвою Андалузька забаганка [Capricho Andaluz], прем’єра якого відбулася в 2016 році в Театрі Сервантеса.
Як активний композитор він став членом Асоціації композиторів і виконавців Малаги (ACIM Málaga) у 2011 році та був обраний президентом асоціації між 2015 і 2019 роками. Він здобув кілька магістерських ступенів із музичних досліджень (2015), композиції для медіа (2017) та освітнього лідерства (2019). У 2020 році захистив докторську дисертацію під назвою «Аналіз тишини в музиці: теоретичні перспективи, аналітичні приклади з музики двадцятого століття та поглиблене прикладне дослідження ор. 27/iii Веберна» (Analysis of Silences in Music: Theoretical Perspectives, Analytical Examples from Twentieth-Century Music, and In-Depth Case Study of Webern’s Op. 27/iii) з музикознавства в Левенському католицькому університеті, KU Leuven, під керівництвом проф. Марк Делер. Зараз він працює доцентом музичної педагогіки в Саламанському університеті, а з 2018 по 2022 працював викладачем музичної педагогіки в Університеті Кастілья-Ла-Манча .   Він також керує магістерськими роботами на магістерській програмі музичних досліджень Міжнародного університету Валенсії та магістерській програмі з педагогіки в Університеті Альфонсо X.  Він викладав в Університеті Турку (Фінляндія), Університеті Вальядоліду (Іспанія), Університеті Род-Айленда (Сполучені Штати Америки), Міжнародному університеті Ла-Ріоха (Іспанія) та Віденському університеті музики й виконавського мистецтва (Австрія).  

## Освіта
- Диплом бакалавра по музичній композиції (2014). Вища музична консерваторія Малаги (Іспанія)
- Диплом магістра музичних досліджень (2015). Міжнародний університет Ла-Ріоха (Іспанія)
- Диплом магістра професійної композиції та оркестровки (2017). Чичестерський університет (Великобританія)
- Диплом магістра по  менеджменту освіти, інновацій та лідерства (2019). Університет Каміло Хосе Села (Іспанія)
- Доктор музикознавства (2020) з дисертацією «Аналіз тишини в музиці», Левенський католицький університет, KU Leuven (Бельгія)[18][19][20][26][27]
- Диплом бакалавра по виконанню на фортепіано (2022). Вища консерваторія Кастилії-Ла-Манчі (Іспанія)

## Музичні твори

### Фортепіано соло
- Соната для фортепіано № 1 (2010) [28]
- Варіації на тему Прокоф'єва (2011) [29] [30]
- Сонатина (2011) [31]
- Інтермеццо для фортепіано (2011) [31]
- Соната для фортепіано № 2 (2012) [32]
- Варіація на тему Баха, BWV 508 (2012) [31]
- Соната для фортепіано № 3 Місяць без світла (2012) [33]
- Дванадцять місяців (2014) [34] [35]
- Враження [Impression] (2020) [36] [37]

### Сольні твори для різних інструментів
- Мініатюри II для класичної гітари (2010) [38]
- Балада для класичної гітари (2011) [38]
- Птахи з Безодні для сі-бемоль кларнета або альт-саксофона (2012) [39]
- Зміна світла для 2-мануального органу з педалями (2012) [40]
- Duas Lineas для клавесина соло (2013) [41]
- Дихотомії for Solo Viola with Live Electronics (2013) [42]
- Без звуку для гобоя соло (2013) [43]

### Камерна музика
- Andante (2010) для квартету саксофонів [44]
- Струнний квартет № 1 (2011) [45] [46]
- Прелюдія (2011). Фортепіано, 2 скрипки та 3 альти [47]
- Tubarium (2011) для квартету туб [48]
- Ноктюрн (2012). Квартет для 3 класичних гітар і арфи [49]
- Інтермеццо (2012). Нонет: 2 флейти, гобой, 2 кларнети, туба, скрипка та 2 препарованих фортепіано[50][51]
- Тріо (2012). Скрипка, віолончело та фортепіано [52][53][54]
- Lux Aeterna (2012). Квінтет для флейти, кларнета, скрипки, віолончелі та фортепіано [55][56]
- Соната для кларнета № 1 (2012).[57] Кларнет і фортепіано
- Без формату (2012) для квартету туб [48]
- Синхронізація тишини (2013). Нонет для фортепіано, 2 флейт, сі-бемоль кларнета, фагота, туби, 3 скрипок [58][59][60]
- Концертна фантазія (2013). Концерт для фортепіано та 8 інструментів (2 флейти, сі-бемоль кларнет, фагот, туба, 3 скрипки) [61][62]
- Абсолютно розбите небо (2014). Композиція для флейти/пікколо, англійської валторни, сі-бемоль кларнета/бас-кларнета, валторни, сі-бемоль труби, тромбона, фортепіано, скрипки, альта та контрабаса [63][64]
- Безмежна надія (2019). Квартет для валторни, контрабаса, ударної установки та фортепіано [65] [66]
- Перерва (2020) для гобоя, фагота та фортепіано [67] [68]
- Пам'яті постраждалих від Covid-19 (2021). Ансамбль духових і литавр [69]
- Весна (2021). Тріо для гобоя, фагота та фортепіано [70][71][72]
- Котигорошко (2022). Тріо для кларнета, фагота та фортепіано [73]

### Вокальні твори
- Soliloquio (2013) для сопрано та 2 перкусіоністів [74]
- Misa Brevis (2014) для хору та камерного оркестру [75] [76]

### Оркестрова
- Увертюра №3 « Академічна » (2012) [77][78]
- Загублені стежки через ліс? (2013) [79]
- Tot Stellas (2013). Оркестровка сонати для фортепіано № 3 Місяць без світла [80]
- Цементні ліси (2014) [81][82]
- Андалузька Забаганка [Capricho Andaluz] (2016). Концерт для фортепіано та струнного оркестру [13][14]
- Кіхот (2019) [83]

### Симфонічний оркестр
- Увертюра № 1 « Водна » (2011)[84][85]
- Увертюра № 2 « Малаги » (2012)[86][87]
- Море без води (2013)[88][89]

## Музичні нагороди
- 2014 рік. Перша премія конкурсу композиції для духового оркестра « Майстер Артола » за твір Море без води [Mar sin agua][5][88][89]
- 2015 рік. Нагорода Музичний Фонд Малаги[12][90][91][92][93][94]
- 2015 рік. Перша премія конкурсу композиції для симфонічного оркестра « Еміліо Лемберг » за композицію Цементні ліси [Los bosques de cemento][95]
- 2021 рік. Фіналіст Міжнародного конкурсу композиції для клавесина «Prix Annelie de Man» за твір Duas Lineas[96]

## Публікації
- Syroyid Syroyid, B. (2022). ¿Por qué se pierde tanto tiempo ante el instrumento? El método de Coso Martínez para aprender a estudiar y tocar un instrumento musical de forma más efectiva. Revista ArtsEduca, 31, 223-236. https://doi.org/10.6035/artseduca.6091
- De Moya Martínez, M. D. V., & Syroyid Syroyid, B. (2021). Music as a Tool for Promoting Environmental Awareness. Experiences of Undergraduate Education Students on the Production of Video Tales in the COVID-19 Pandemic. Education Sciences, 11(10), 582. https://doi.org/10.3390/educsci11100582
- De Moya Martínez, M. D. V., & Syroyid Syroyid, B. (2020). La opinión de los estudiantes de Educación Musical del grado en educación primaria sobre la repercusión del COVID-19 en la actividad formativa del cuento musical. Rastros Rostros, 22(1), 1-18. https://doi.org/10.16925/2382-4921.2020.01.01
- Syroyid Syroyid, B. (2020). CSound como herramienta didáctica para una introducción a la composición electrónica: estudio de caso de una miniatura musical “(In) Harmonic Study”. AV Notas: Revista de Investigación Musical, (9), 106-139. http://hdl.handle.net/10366/148370
- Syroyid Syroyid, B. (2019). The use of silence in selected compositions by Frédéric Devreese: A musical analysis of notated and acoustic silences. Cuadernos de Investigación Musical, (8), 136-159. https://doi.org/10.18239/invesmusic.v0i8.1999